# Chelsea Hopkins
Chelsea Renee Hopkins (Las Vegas, 2 luglio 1990) è una cestista statunitense, professionista nella WNBA.